# 1340
1340 (MCCCXL) a fost un an bisect al calendarului iulian, care a început într-o zi de luni.

## Evenimente
- 23 ianuarie: Regele Eduard al III-lea al Angliei, aflat la Gand, se proclamă rege al Franței.
- 7 aprilie: După asasinarea ducelui George al II-lea de Halici-Volînia, începe disputa dintre Lituania și Polonia pentru controlul asupra ducatului: Volînia este împărțită între cei doi monarhi, iar Halici (Galiția) este ocupat de către poloni.
- 24 iunie: Bătălia navală de la Sluys (L'Ecluse), în Flandra (în aval de Bruges): flota franceză, comandată de amiralul Hugues Quieret și sprijinită de galere genoveze, este distrusă aproape în totalitate de cea engleză.
- 22 iulie: Sprijinit de trupe flamande, Eduard al III-lea al Angliei începe asediul orașului Tournai.
- 30 octombrie: Bătălia de la Rio Salado (Tarifa, Spania). Regii Castiliei și Portugaliei înfrâng pe conducătorul nasrid al Granade, sprijinit de marinidul Abu al-Hasan din Maroc.

### Nedatate
- martie: Papa Benedict al XII-lea își declară sprijinul la tronul Franței pentru Filip al VI-lea, împotriva lui Eduard al III-lea al Angliei.
- august: Căsătoria de la Lisabona, dintre Pedro, infantele Portugaliei, și Constanca Manuel prințesă de Castilia.
- Foamete pe teritoriul Italiei.
- În Navarra, se ia măsura de a li se interzice evreilor să muncească duminica.
- Prima menționare a târgului Siret (jud. Suceava), în Moldova.
- Se încheie cei 8 ani de interregnum pe tronul regatului Danemarcei: Niels Ebbesen îl alungă pe contele de Holstei, pretendent la tron, și îl proclamă rege pe Valdemar al IV-lea "Restauratorul", fiul lui Christoph al II-lea.

## Înscăunări
- 1 aprilie: Valdemar al IV-lea (Atterdag), ("Restauratorul"), rege al Danemarcei (până la 1375).
- Simeon (cel Mândru), mare cneaz de Moscova, dinastia Rurik (proclamat la Vladimir, cu sprijinul Hoardei de Aur), (1340-1353)

## Nașteri
- 6 martie: Ioan de Gaunt, Duce de Lancaster, al treilea fiu al regelui Eduard al III-lea al Angliei (d. 1399)

### Nedatate
- august: Haakon al VI-lea, rege al Norvegiei și Suediei (d. 1380)
- Hennequin de Bruges, pictor flamand (d. 1400)
- Ioan de Nepomuk, sfânt în Boemia (d. 1393
- Narayana Pandit, matematician indian (d. 1400)
- Perenelle Flamel, alchimist francez (d. 1402)
- Robert al III-lea, rege al Scoției (d. 1406)

## Decese
- 31 martie: Ivan I (Kalita), 51 ani, mare cneaz de Moscova (n. 1288)
- 6 aprilie: Vasile (Vasile Megas Comnen), împărat bizantin de Trapezunt (1332-1340), (n. ?)
- 7 aprilie: Boleslav George de Halici-Volynia, 31 ani, duce de Masovia (n. 1308)
- 18 august: Matteo Orsini, cardinal italian (n. ?)
- 16 septembrie: Manfredo al IV-lea, 77 ani, marchiz de Saluzzo (n. 1262)
- 2 noiembrie: Niels Ebbesen, om politic danez (n. ?)
- 20 decembrie: Ioan I de Wittelsbach, 10 ani, duce de Bavaria (n. 1329)